# Tandil nostalgicus
Tandil nostalgicus är en spindelart som beskrevs av Cândido Firmino de Mello-Leitão 1940. 
Tandil nostalgicus ingår i släktet Tandil och familjen kardarspindlar. Inga underarter finns listade i Catalogue of Life.